# Giuseppe Moscati
San José Moscati, en italiano San Giuseppe Moscati ([d͡ʒuˈzɛppe mosˈkati]), (Benevento, Italia 25 de julio de 1880 - Nápoles, Italia 12 de abril de 1927) fue un médico, investigador científico y profesor universitario italiano, reconocido por su trabajo pionero en la bioquímica fisiológica y por su piedad. Canonizado por el papa san Juan Pablo II en 1987, es uno de los santos más populares del siglo XX.

La scienza ci promette il benessere e tutt'al più il piacere; la religione e la fede ci danno il balsamo della consolazione e la vera felicità, che è una cosa sola con la moralità e col senso del dovere.

La ciencia nos promete el bienestar y como máximo el placer; la religión y la fe nos dan el bálsamo del consuelo y la felicidad verdadera, que es una con la moralidad y el sentido del deber.
Giuseppe Moscati

## Familia, infancia y juventud

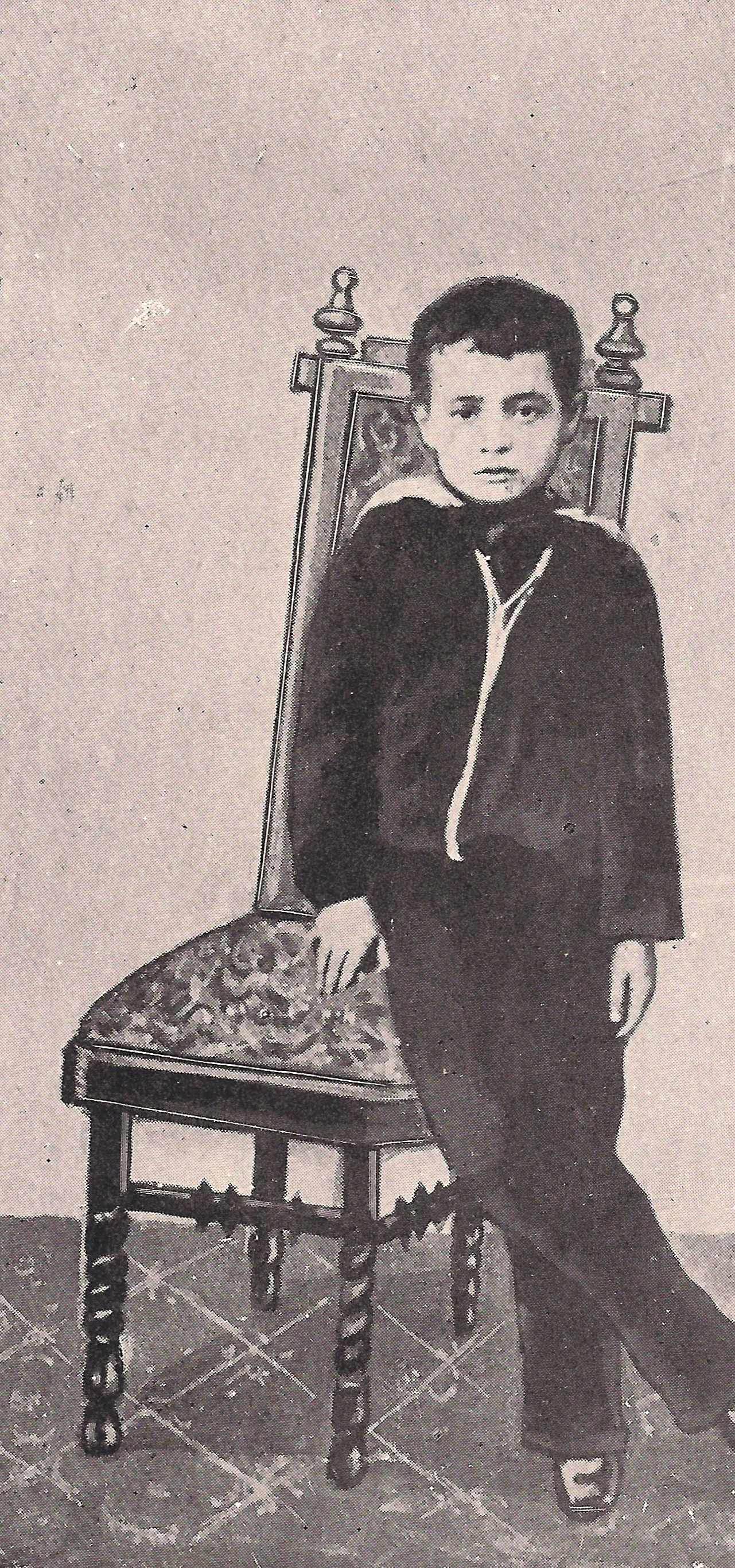
José Moscati, de niño

Hijo de un juez, Francisco Moscati, y una aristócrata, Rosa De Luca dei Marchesi di Roseto, fue el séptimo de nueve hijos. La familia Moscati provenía de Santa Lucia di Serino, una pequeña ciudad de la provincia de Avellino, en la región de Campania. Allí nació en 1836 Francisco Moscati, padre del futuro santo, que, después de licenciarse en derecho, se convirtió en juez de la Corte de Cassino, presidente del Tribunal de Benevento y director de la Corte de Apelaciones, primero en Ancona y luego en Nápoles.
En 1884, con motivo de este último destino, la familia se trasladó a Nápoles, donde el joven José recibió la Primera Comunión cuatro años más tarde, en la iglesia de las Hermanas del Sagrado Corazón. En esta iglesia, Moscati se reunió con el beato Bartolo Longo, fundador de la ermita de Pompeya al lado de la iglesia y conoció a santa Catalina Volpicelli. En 1892, a raíz de la muerte de su hermano Alberto tras una caída de caballo durante su servicio militar, empezó a madurar su pasión por la medicina.
Tras cursar la escuela secundaria, se matriculó en 1897 en la Facultad de Medicina, en el mismo año de la muerte de su padre, que sufrió una hemorragia cerebral.

## Médico, investigador, profesor
El 4 de agosto de 1903 se graduó con honores con una tesis sobre "Urogénesis de hígado", trabajos que se incluyeron en las columnas de la prensa y, después de unos meses, se presentó a los concursos para auxiliares y asistentes en la extraordinaria "Ospedali Riuniti de Incurabili", pasando ambas pruebas. Se hizo cargo de los pacientes "incurabili" (incurables) del hospital, donde permaneció por más de 5 años, sus días fueron siempre muy intensos, levantándose temprano en la mañana para ir a visitar a los necesitados de los barrios españoles, antes de ir a operar en el hospital durante su trabajo diario, y recibir la visita de los enfermos por la tarde en su estudio privado, sumado a la dedicación a los enfermos, no dejó de lado el tiempo de estudio para la investigación médica persiguiendo la aplicación de un equilibrio entre la ciencia y la fe.
El 2 de junio de 1904 otra pena llegó a la familia: murió su hermano Alberto. El traumatismo craneoencefálico informado después de la caída de su caballo, sacó lo mejor de él; Esta pérdida ha marcado profundamente a José que estaba muy apegado a su hermano.
Su participación humana en los problemas de los pacientes, combinada con la experiencia médica, fue expresada con una actitud resumida en estas palabras: «Ejercitemos cotidianamente la caridad. Dios es caridad. Quién está en la caridad está en Dios y Dios está en él. No nos olvidemos de hacerlo cada día, de hecho, en cada momento, ofrecer nuestras acciones a Dios haciéndolo todo por amor».
La madre de Moscati, conociendo la sensibilidad de su hijo, estaba preocupada de que su decisión de inscribirse en la medicina lo pusiera en continuo contacto con el dolor, a esto, él respondió que: "estaba dispuesto a acostarse en la cama de los enfermos si fuera necesario". Este compromiso fue confirmado más tarde por la dedicación absoluta con la que ayudó a sus pacientes, de los cuales siempre se hizo cargo, no solo de las necesidades del cuerpo, sino también el alma, dando testimonio de su profunda convicción de fe y de que la misma enfermedad se puede calmar con la consolación religiosa y espiritual.
Durante la Primera Guerra Mundial intentó alistarse en el ejército pero fue rechazado, de todas maneras, terminó organizando un hospital para los heridos, donde trató personalmente a cerca de 3.000 soldados.

## La concepción de la relación entre ciencia y fe

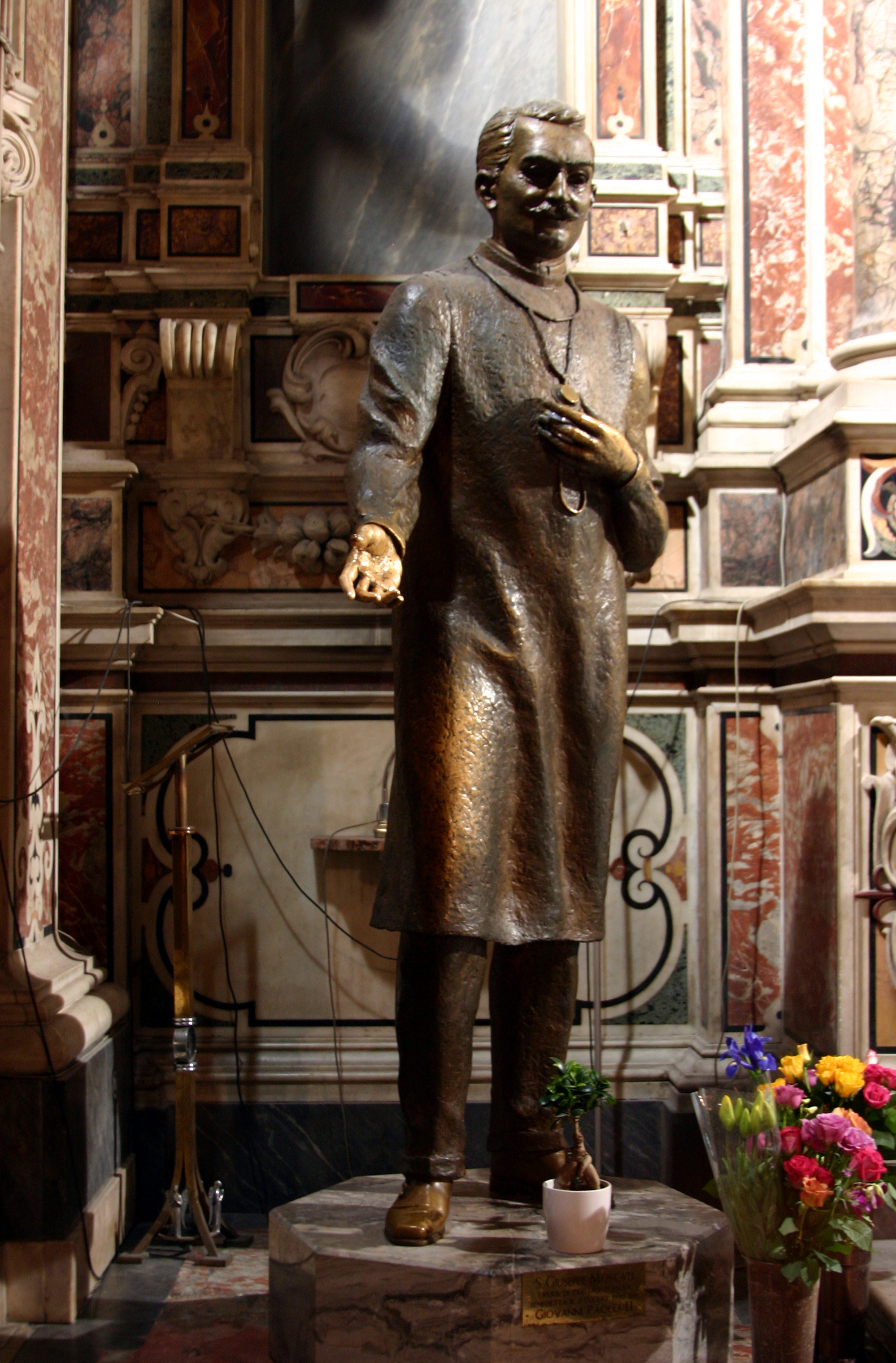
Estatua que representa a José Moscati. Iglesia de Jesús Nuevo (Gesù Nuovo), Nápoles.

Médico e investigador de valor, dedicó su actividad, y en general su vida, a obras de caridad, ayudando a los desprotegidos, incluso en la ciudad más pobre y abandonada, cuidaba de ellos de forma gratuita y también los ayudaba económicamente.
Sostuvo firmemente que no debía existir contradicción o antítesis entre ciencia y fe: sino que ambos tenían que contribuir en la vida del hombre. Moscati fue siempre un punto de referencia de la fe y trató por todos los medios no sólo ser un médico del cuerpo de sus pacientes, sino también un médico del alma. Veía la Eucaristía como centro de su vida y, por otra parte, estaba fuertemente ligado al culto de la Virgen. Se preparaba durante el año para las fiestas de la Virgen María, ayunaba en los días en que era necesario, tratando de involucrar a todos con cuanto se reunia, usando la bondad como su mejor arma.
Moscati es conocido por su atención médica caritativa a los pobres y necesitados, y por su devoción religiosa. Fue miembro de la Tercera Orden Franciscana y dedicó gran parte de su tiempo y recursos a ayudar a los enfermos y necesitados de Nápoles. También enseñó medicina en la Universidad de Nápoles y fue un miembro activo de varias organizaciones benéficas.

"El Prof. Moscati" afirma el doctor Vincenzo Adinolfi "no cultivaba las ciencias médicas para el uso comercial, pero si para el alivio y consuelo a su espíritu noble, de igual manera tuvo el consuelo del culto religioso: Con la firme intención de ayudar por igual a los pobres y a los ricos, se enorgullecía de cómo llegaba a él la bendición de los Cielos".
Desde temprana edad, y gracias a su alta espiritualidad, logró escapar de todo lo que podría dar lugar al pecado, eligió por sí mismo la castidad. Pudo haber tenido demasiadas cosas materiales con su fama, pero siempre se alejó de las comodidades y riquezas, prefiriendo un estilo de vida sencillo y dedicándose plenamente a los necesitados.
Su concepción de la relación entre la fe y la ciencia está bien resumido en un pensamiento: «No la ciencia, pero sí la caridad ha transformado al mundo, en algunos períodos; y sólo muy pocos hombres han pasado a la historia en la ciencia; pero todo seguirá siendo imperecedero, símbolo de la eternidad de la vida, en la que la muerte no es más que una etapa, una metamorfosis a un ascensor más alto, si se dedicaran al bien.»

## Muerte

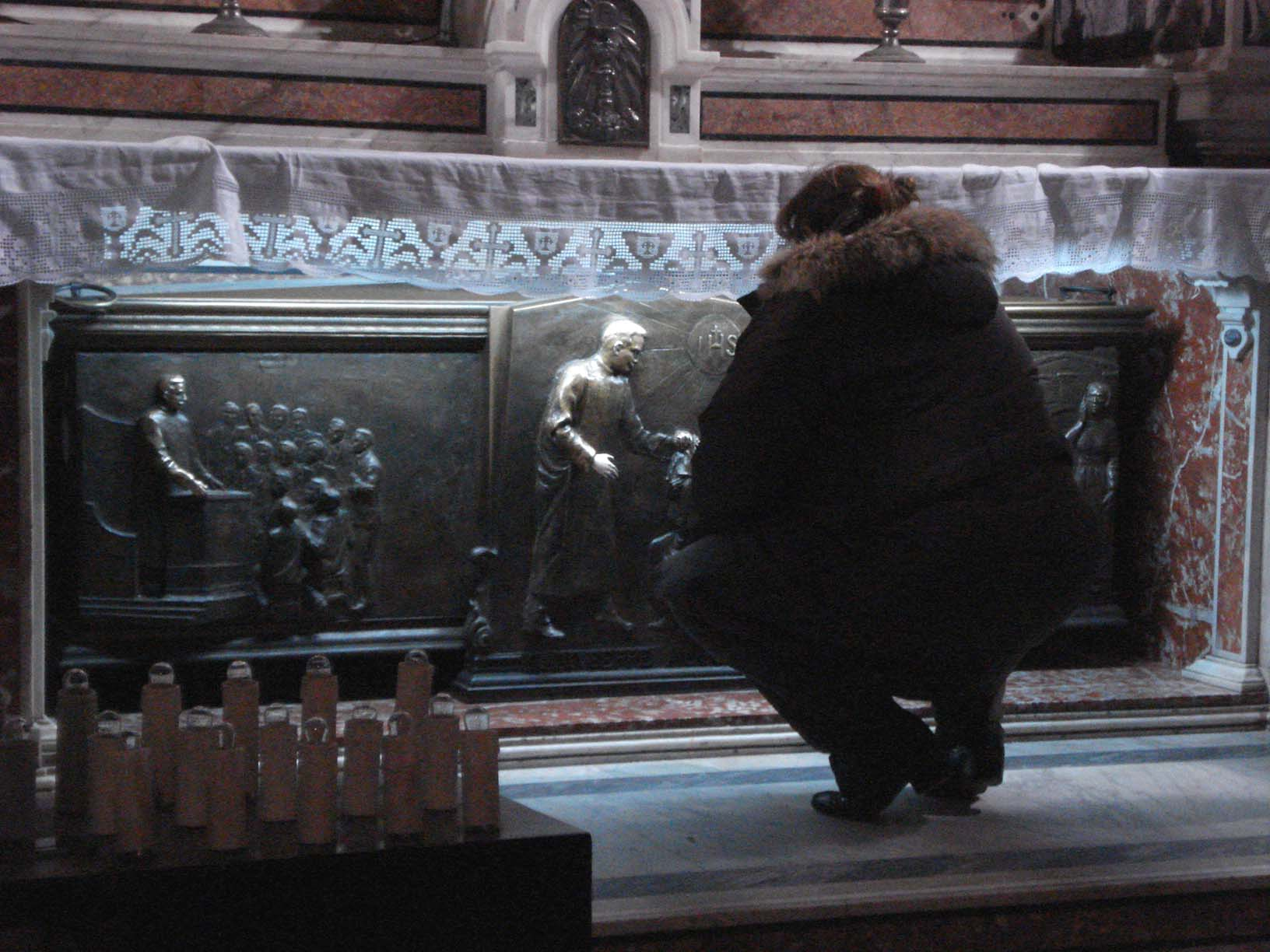
Altar en el que se encuentran sepultados los restos de José Moscati. Iglesia de Jesús Nuevo (Gesù Nuovo), Nápoles.

El 12 de abril de 1927, y a la espera de la visita de los enfermos en su estudio privado, ya enfermo como últimamente trabajaba, falleció en su sillón. Tenía solo 46 años y 8 meses. Estaba preparado para su muerte y la miró con la serenidad del justo: él venció a la luz de la fe cristiana.
La noticia de su muerte se difundió rápidamente, se resume en las palabras "ha muerto el médico santo". En el funeral hubo una participación popular significativa, especialmente los pobres lloraron sinceramente la pérdida de su más querido benefactor.

## Canonización, reliquias y festividad
El 16 de noviembre de 1930 sus restos mortales fueron trasladados al Cementerio de Poggioreale en la Iglesia del Gesù Nuovo de Nápoles, centro principal de veneración, en una urna de bronce creada por el escultor Amedeo Garufi. Su festividad en la Iglesia católica se celebra el 12 de abril, día de su fallecimiento, mientras que el 16 de noviembre se celebra el traslado de sus reliquias.
El papa Pablo VI lo proclamó beato el 16 de noviembre de 1975.
Fue proclamado santo el 25 de octubre de 1987 por Juan Pablo II. Su memoria  litúrgica se celebra el 16 de noviembre.

## Escritos
Después de graduarse, Moscati comenzó a componer trabajos importantes de carácter médico a partir del cual se infiere su conocimiento cuidadoso y profundo de la materia y su pasión sin límite por la ciencia y la práctica pura. Así surgen los artículos en los periódicos, no sólo italianos, sino también en el extranjero, donde su investigación sobre diversos temas son abordados y discutidos.(en italiano)

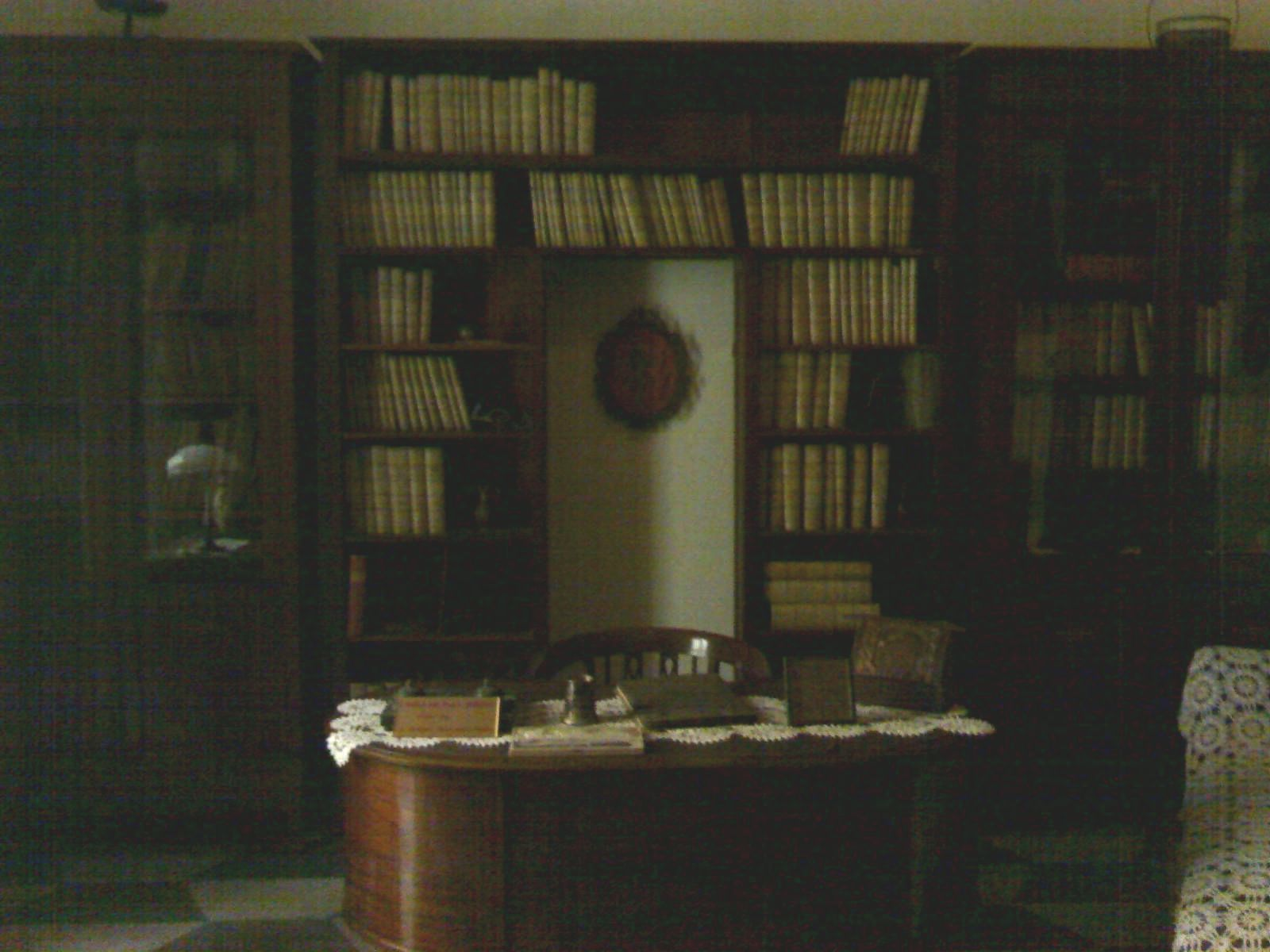
Reproducción de la habitación en que vivió José Moscati. Iglesia de Jesús Nuevo (Gesù Nuovo), Nápoles.

- Ureogenesi epatica, 1903. Tesi di laurea pubblicata;
- Un nouvel appareil pour la détermination des sucres même en petites quantités, 1906, estratto da: "Archives Internationale de Physiologie";
- La salda d'amido iniettata nell'organismo. Effetti sulla coagulazione del sangue, ricerche sperimentali del dott. Giuseppe Moscati, Napoli, Tip. editrice Tocco e Salvietti, 1906, estratto da: “Atti della R. Accademia medico-chirurgica di Napoli”, N. 2., 1906;
- La salda d'amido iniettata nell'organismo nota 2.: ritenzione dell'amido e trasformazione in glicogeno: ricerche sperimentali del Dott. Giuseppe Moscati, Napoli, Tip. Ed. Tocco e Salvietti, 1906, estratto dagli: "Atti della R. Accademia Medico-Chirurgica di Napoli" n. 2. 1906;
- Über das Verhalten der in den Organismus eingeführten Stärkelösung, Ablagerung der Stärke und Umwandlung in Glykogen (Mit zwei Tafeln), estratto da: "Hoppe-Seyler's Zeitschrift für Physiologische Chemie" n. 3. 1906;
- Il glicogeno nella placenta muliebre andamento e meccanismo della sua scomparsa dopo l'emissione. Valore medico legale: ricerche sperimentali del Dott. Giuseppe Moscati, Napoli, Tip. A. Tocco e Salviati, 1907, estratti dagli: “Atti della R. Accademia Medico-Chirurgica di Napoli”, n. 2. 1907;
- Quantità del glicogeno nei muscoli dell'uomo andamento della sua scomparsa dopo la morte: ricerche sperimentali del Dott. Giuseppe Moscati, Napoli, Tip. A. Tocco e Salvietti, 1907, estratti dagli: “Atti della R. Accademia Medico-Chirurgica di Napoli”, n. 2. 1907;
- Der Glykogengehalt der menschlichen Placenta und seine Abnahme nach dem Tode, estratto da: "Beiträge z. Chem.-Physiologie und Pathologie" bis 12, 1907;
- Le glycogène dans le placenta humain, estratto da: "Riproduzione del'Archives Italiennes de Biologie", Tome XLIX, fasc. I;
- Quantité de glycogène dans le muscles de l'homme, Cours de sa dispariture après la mort, estratto da: "Riproduzione del'Archives Italiennes de Biologie", Tome XLIX, fasc. II;
- Influenza della cloroformizzazione nel glicogeno muscolare, Napoli, 1910;
- L'ammoniaca dell'urina nelle varie diete, estratto da: "Giornale Internazionale di Scienza Medica", 1911;
- Influenza del riposo e del movimento sulla eliminazione di ammoniaca con l'urina, estratto da: "Giornale Internazionale di Scienza Medica", 1911;
- L'urea: ricerche sperimentali, estratto da: "Giornale Internazionale di Scienza Medica", 1911;
- Penetrazione di amido nelle vie aeree, estratto da: "Nuova Rivista Clinico-terapeutica", 1911;
- Potere d'assorbimento della cistifellea, estratto da: "Riforma Medica", 1911;
- Indagine chimico-fisica del peptone nell'urina, estratto da: "Riforma Medica", 1911;
- Azione della chinina sull'autolisi epatica e splenica. Ricerche sperimentali del dott. Giuseppe Moscati, Napoli, Tip. della Riforma Medica, 1910; estratti da: “Riforma Medica”, anno 26., n. 48;
- Alcuni effetti della privazione dell'ipofisi cerebrale nei cani secondo un nuovo metodo orbitario, estratto da: "Atti R. Accad. medica chirur.", Napoli, 1914;
- Peritonite tubercolare nei cani normali ed ipofisiprivi, estratto da: "Atti R. Accad. medica chirur.", Napoli, 1914;
- Esperimenti in animali privati dell'ipofisi cerebrale con un nuovo metodo orbitario, estratto da: "Atti R. Accad. medica chirur.", Napoli, 1915;
- Misure di quantità dei liquidi di versamento nelle sierose, estratto da: "Atti R. Accad. medica chirur.", Napoli, 1916;
- Peritoniti tubercolari sperimentali, estratto da: "Atti R. Accad. medica chirur.", Napoli, 1916;
- Cisti colloide dell'apice del polmone, estratto da: "Atti R. Accad. medica chirur.", Napoli, 1916;
- Il boro nell'organismo animale, estratto da: "Archivio Scienze Biologiche", n. 3, 1922;
- Azione dei cianuri sui muscoli lisci, estratto da: "Atti R. Accad. medica chirur.", Napoli, 1922;
- Determinazione della quantità di sangue col metodo ottico. La quantità di sangue nelle nefriti, estratto da: "Riforma Media", 1922;
- Sul cosiddetto antagonismo tra surrenale e pancreas, estratto da: "Folia Medica", 1922;
- Vie linfatiche dall'intestino ai polmoni, estratto da: "Riforma Medica", 1923.